# Stilleben (eksperimentalfilm)
|  | Denne artikel er oprettet af botten Steenthbot ud fra en ekstern database. Den kan derfor have sproglige fejl eller mangler. Denne skabelon kan fjernes efter kontrol af indholdet. |

Stilleben er en dansk eksperimentalfilm fra 1994 instrueret af Ane Mette Ruge efter eget manuskript.

## Handling
Et stilleben er en opstilling af velkendte ting. Det, kunstneren gerne vil med denne sammenstilling, er at få os til at se tingene med friske øjne og skabe en særlig stemning gennem de følelser de enkelte ting vækker i os, og den måde de er skildret på. »Stilleben« fungerer på disse billedkunstneriske betingelser: De hverdagslige ting, der omgiver os, bliver fremmede og eksotiske - sære, og vækker ved sammenstillingen med et smukt kvindeansigt og enkle naturfænomener og musik en egen længselsfuld stemning mellem forladthed og velkendthed.